# Benkos Biohó

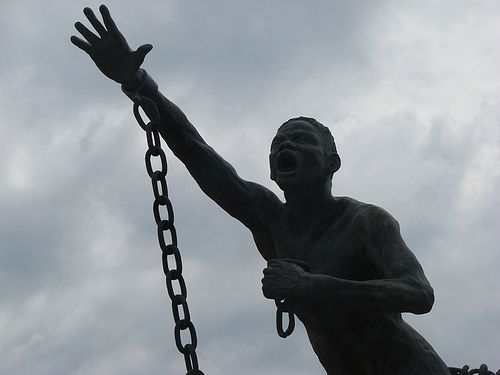
Estátua de Benkos Biohó

Benkos Biohó (final do século XVI — 1621), também conhecido como Domingo Biohó, nasceu em uma família real do Arquipélago dos Bijagós (bioho é etnônimo referente a habitantes da atual Guiné-Bissau; o mesmo que bijagó). Ele foi adquirido por um comerciante de escravos português, Pedro Gomes Reinel, depois vendido ao homem de negócios espanhol Juan Palacios e então, após ser transportado para o que hoje é a Colômbia, na América do Sul, vendido novamente para o espanhol Alonso del Campo em 1596, em Cartagena das Índias. Ele fundou a comunidade quilombola de San Basilio de Palenque em algum momento do final do século XVI. Foi traído e acabou enforcado pelo governador de Cartagena em 1621.
Em 1713, com decreto do Rei da Espanha, San Basilio de Palenque se tornou a primeira comunidade negra livre das Américas, após tentativas frustradas da coroa de atacar o esconderijo fortificado dos ex-escravos nas montanhas.
Biohó fugiu pela primeira vez quando o barco que estava transportando-o pelo rio Magdalena afundou. Ele foi recapturado mas escapou novamente em 1599, fugindo para as terras pantanosas ao sudeste de Cartagena. Organizou um exército que viria a comandar toda a região dos Montes de María. Também formou uma rede de inteligência e usou a informação coletada para ajudar a organizar mais fugas e guiar os escravos fugitivos ao território livre, conhecido como assentamento. Ele usava o título Rei de Arcabuco. 
No dia 18 de julho de 1605, o Governador de Cartagena, Gerónimo de Suazo y Casalola, incapaz de derrotar os quilombolas, ofereceu um tratado de paz a Biohó, reconhecendo a autonomia do Palenque Matuna Biohó e aceitando sua entrada na cidade armado e vestido à moda espanhola, enquanto o palenque prometeu não receber mais escravos fugitivos, cessar sua ajuda em tentativas de fuga, e parar de se dirigir a Biohó como "rei". O acordo foi finalizado em 1612 sob a governança de Diego Fernández de Velasco. O tratado foi violado pelos espanhóis em 1619 quando capturaram Biohó enquanto andava despreocupadamente pela cidade. Foi enforcado e esquartejado em 16 de março de 1621. O governador García Girón, que ordenou a execução, argumentou amargamente que "era perigoso o jeito como Biohó era respeitado pela população" e que "suas mentiras e encantamento afastariam as nações da Guiné da cidade". A traição contribuiu ao histórico de desconfiança para com o governo da Colômbia.
No fim do século XVII a região dos Montes de María tinha mais de 600 quilombolas, sob o comando de Domingo Padilla, que reivindicava para si mesmo o título de capitão enquanto sua esposa Juana adotava o título de vice-rainha, e se opuseram com êxito às tentativas de conquista das autoridades espanholas.
San Basilio de Palenque foi declarado Patrimônio Cultural Imaterial da Humanidade pela UNESCO em 2005. A cerca de 70 quilômetros ao sul de Cartagena, sobre montes de valor estratégico que serviam como postos de vigia, ainda se ouvem os nomes dos palenques vizinhos: Sincerín, Mahates, Gambote.